# Agrothereutes albovinctus
Agrothereutes albovinctus är en stekelart som först beskrevs av Johann Ludwig Christian Gravenhorst 1829.  Agrothereutes albovinctus ingår i släktet Agrothereutes och familjen brokparasitsteklar. Inga underarter finns listade i Catalogue of Life.